# Seznam črnogorskih pesnikov
Seznam črnogorskih pesnikov.

## B
Branko Banjević -
Mirko Banjević  -
Husein Bašić  - Dragomir Brajković - Jevrem Brković

## D
Gojko Dapčević  -

## Đ
Milovan Đilas  -
Janko Đonović  -
Miroslav Đurović  -
Žarko Đurović  -

## G
Miro Glavurtić  -

## H
Zuvdija Hodžić  -

## I
Aleksandar Ivanović  -

## J
Gojko Janjušević  -
Dragoljub Jeknić  - Borislav Jovanović

## K
Dušan Kostić  -
Milo Kralj  -

## M
Ljubislav Milićević  -
Velimir Milošević  -
Stefan Mitrović  -

## N
Petar Petrović Njegoš (1813-1851) -

## P
Milika Pavlović  -
Sreten Perović  -
Pavle Popović  (1923-2001) -

## R
Risto Ratković  -

## Š
Blažo Šćepanović  -

## V
Radonja Vešović  - Filip Višnjić -
Ratko Vujošević  -
Mihailo Vuković  -
Vojislav Vulanović  -

## Z
Radovan Zogović  -